# Вислав II
Вислав II (на немски: Wizlaw II; * ок. 1240; † 29 декември 1302 в Осло) е от 1260 до 1302 г. княз на Рюген в Дания.

## Биография
Той е син на княз Яромар II (1218 – 1260) и съпругата му Еуфемия Померанска (ок. 1225 – 1270), дъщеря на херцог Свантополк II от Померелия. Брат е на Яромар III (* пр. 1249, † пр. 1285), сърегент на Рюген.
След смъртта на баща му през 1260 г. Вислав II управлява Княжество Рюген. Той празнува Коледа в Осло, където се разболява и на 27 декември 1302 г. пише завещанието си. Два дни по-късно умира. Погребан е в църквата „Св. Мария“ в Осло, Норвегия.

## Деца
Вислав II се жени между 1263 и 1269 г. за принцеса Агнес фон Брауншвайг-Люнебург († сл. 1302), дъщеря на херцог Ото I фон Брауншвайг и Матилда фон Бранденбург. Техните деца са: 
- Вислав III (1265/1268 – 1325), от 1286 сърегент на Рюген
- Яромар (1267 – 1294), сл. 1288 г. епископ на Камин
- Еуфемия фон Рюген (1280 – 1321), омъжена 1299 г. за норвежкия крал Хокон V Магнусон
- Самбор (1267 – 1304), от 1302 г. сърегент на Вислав III
- Маргарета (1270/71 – 1318), омъжена 1284 г. за херцог Богислав IV от Померания-Волгаст
- Свантеполк (1273 – 1285), избран за херцог 1286 г.
- Хелена (1271 – 1315), омъжена за
  - 1288 Йохан III княз на Мекленбург
  - 1299 (1302) Бернхард II княз на Анхалт-Бернбург
- София (1281 – 1302), живее при Еуфемия в Норвегия